# Gymnosporangium nipponicum
Gymnosporangium nipponicum är en svampart som beskrevs av G. Yamada 1935. Gymnosporangium nipponicum ingår i släktet Gymnosporangium och familjen Pucciniaceae.   Inga underarter finns listade i Catalogue of Life.